# Municipio de Burningtown
El municipio de Burningtown (en inglés: Burningtown Township) es un municipio ubicado en el  condado de Macon en el estado estadounidense de Carolina del Norte. En el año 2010 tenía una población de 894 habitantes.

## Geografía
El municipio de Burningtown se encuentra ubicado en las coordenadas 35°15′4.34″N 83°28′16.57″O / 35.2512056, -83.4712694.